# Thomas Burnett Swann
Pour les articles homonymes, voir Swann.
Œuvres principales
- Trilogie du Minotaure

Thomas Burnett Swann, né le 12 octobre 1928 et mort le 5 mai 1976, est un écrivain américain, auteur de fantasy, poète et universitaire.

## Biographie

### Vie et œuvre
Thomas Burnett Swann naît le 12 octobre 1928 à Tampa, en Floride, au sein d'une famille aisée. Il fait ses études à la Duke University entre 1947 et 1950. C'est à ce moment qu'il découvre les œuvres de Ray Bradbury (avec qui il correspond pendant un temps), Alan Alexander Milne, Leigh Brackett, Edgar Rice Burroughs, Saki et Robert Nathan, et qu'il commence à écrire, d'abord en composant des poèmes. Pendant la guerre de Corée, Swann est engagé dans la Navy, où il continue d'écrire. Il auto-édite son premier recueil de poèmes, Driftwood, en 1952. Après la guerre, il reprend ses études, envoie des contributions à plusieurs journaux de poésie et publie un deuxième recueil en 1956. C'est durant cette période qu'il commence à écrire en prose et à envoyer des nouvelles à plusieurs revues. Faute de revenus suffisants pour vivre de sa plume, il poursuit ses études et passe son doctorat.
Le premier texte de Swann apparenté aux littératures de l'imaginaire est une nouvelle de science-fiction, "Winged Victory", publiée dans la revue Fantastic Universe. Ses premiers textes de fantasy sont publiés dans la revue Science Fantasy, alors dirigée par John Carnell. Mais la carrière d'écrivain de Swann commence véritablement lorsqu'il contacte l'éditeur Donald A. Wollheim, directeur littéraire chez Ace Books, pour lui proposer ses premiers romans. Wollheim est aussitôt intéressé et accepte Day of the Minotaur, qui paraît en poche en 1966, puis The Weirdwoods l'année suivante. Day of the Minotaur connaît un grand succès, au point d'être finaliste pour le prix Hugo. C'est aussi le cas de The Manor of the Roses, la première nouvelle qu'il publie dans The Fantasy & Science Fiction Magazine, qui publie ensuite régulièrement ses textes.
Dès lors, Swann écrit à plein temps. En 1970, à la suite de problèmes de santé provoqués par une infection urinaire, il se retire à Knoxville, dans le Tennessee. Il y passe six ans, pendant lesquelles il écrit la plus grande partie de son œuvre, comme The Forest of Forever (1971), Le Phénix vert (1972), How Are The Mighty Fallen (1974), La Forêt d'Envers-monde (1975), La Dame des abeilles (1976)… En 1972, Swann est atteint d'un cancer de la peau qui, apparemment guéri, réapparaît en 1975. Pendant les dernières années de sa vie, Swann doit supporter la douleur et suivre des traitements lourds, mais écrit constamment. Il assemble certaines de ses nouvelles pour en faire des romans, et tente de corriger certains de ses romans pour les rassembler en trilogies cohérentes, entreprise qui reste inachevée dans certains cas. Thomas Burnett Swann meurt le 5 mai 1976. Plusieurs œuvres paraissent à titre posthume : un recueil de poèmes et de haïkus, Poems, publié par son père Thomas Swann en 1976 ; son dernier roman, Queens Walk in the Dusk, qui paraît en 1977 dans une édition illustrée par Jeff Jones. Plusieurs romans sont encore inédits.

### Postérité – oubli et redécouverte
L'œuvre de Swann est progressivement oubliée aux États-Unis. En 1996, Matthew D. Hargreaves, lecteur et admirateur de Swann, tente de le faire redécouvrir au public américain en réunissant en un seul volume The Minotaur Trilogy, illustré par George Barr, avec une préface de Charles de Lint et complété par un essai de Robert A. Collins, ancien ami de Swann et spécialiste de son œuvre. Malheureusement, les autres publications prévues n'aboutissent pas.
En France, les premières traductions de Swann paraissent aux éditions Opta dans la collection Aventures fantastiques sous la forme de deux volumes parus en 1973 et 1982, regroupant chacun deux romans. Ce n'est qu'en 1998 que paraît la première traduction complète de la Trilogie du Minotaure, aux éditions Étoiles vives. Sous l'impulsion d'André-François Ruaud, l'œuvre de Swann a récemment été remise à l'honneur par plusieurs rééditions et quelques traductions d'œuvres inédites comme le cycle du Latium, qui permettent aux lecteurs français de découvrir l'univers mythologique de Swann dans toute sa richesse.

## Œuvres

### Trilogie du Minotaure
Cette trilogie se déroule dans la Crète de l'époque minoenne, à cette différence près que les créatures mythologiques y existent réellement : elles résident dans le Pays des Bêtes, au centre de l'île. Le personnage principal de la trilogie est le minotaure Eunostos. Les trois romans s'enchaînent dans l'ordre chronologique inverse de celui de leur parution.
- Day of the Minotaur, 1966 / Le Jour du Minotaure
- The Forest of Forever, 1971 / La Forêt du Minotaure
- Cry Silver Bells, 1977 / Le Labyrinthe du Minotaure

Les trois livres ont ensuite été regroupés sous le titre The Minotaur Trilogy en 1996. 
En France, The Forest of Forever et Day of the Minotaur sont traduits dans un volume de la collection "Aventures fantastiques" chez Opta en 1973. La trilogie complète est parue en trois volumes aux éditions Étoiles vives en 1998. Elle a été regroupée aux éditions du Bélial', reprise en poche chez Folio SF (2005), sous le titre La Trilogie du Minotaure.

### Le Cycle du Latium
Cette trilogie prend place dans une Antiquité gréco-romaine mythologique. Elle est moins cohérente que la trilogie du Minotaure, car inachevée (Swann n'a pas eu le temps de rendre les trois romans complètement cohérents entre eux, et le titre de "trilogie du Latium" n'est pas de lui). De même que pour la Trilogie du Minotaure, la chronologie interne des trois romans est inverse de celle de leur parution. Le Phénix vert et Le Peuple de la mer, qui s'inspirent de l'Énéide de Virgile, mettent en scène le prince troyen Énée durant son périple sur le chemin de l'Italie. Le Peuple de la mer, en particulier,  reprend l'histoire des amours entre Énée et de la reine de Carthage, Didon, dans une réécriture sur le mode de la fantasy mythique du chant IV de l'épopée de Virgile. La Dame des abeilles poursuit cette réécriture des origines de Rome en racontant l'histoire de Romulus et de Rémus, futurs fondateurs de Rome, qui côtoient les créatures mythologiques du Latium, notamment des satyres.
- Green Phoenix, 1972 / Le Phénix vert
- Lady of the Bees, 1976 / La Dame des abeilles
- People of the Sea, retitré par l'éditeur Queens Walk in the Dusk, 1977 / Le Peuple de la mer

Le Peuple de la mer et La Dame des abeilles sont parues en VF aux éditions Les moutons électriques, regroupés dans le volume La Dame des abeilles, Le Phénix vert faisant l'objet d'un volume à part, avec une nouvelle et des articles.
La trilogie est ensuite rééditée en 2007 dans la collection de poche Points Fantasy, qui réédite les trois volumes dans l'ordre de leur chronologie interne : 1. Le Phénix vert, 2. Le Peuple de la mer, 3. La Dame des abeilles.

### Autres œuvres de fiction
- The Weirdwoods (1967; d'abord paru en feuilleton dans la revue Science Fantasy en 1965)
- Moondust (1968)
- The Goat Without Horns (1971)
- Wolfwinter (1972)
- How Are the Mighty Fallen (1974) / Plus grands sont les héros
- Will-o-the-Wisp (UK 1977; paru en feuilleton dans la revue Fantastic en 1974)
- The Not-World (1975) / La Forêt d'Envers-monde
- The Gods Abide (1976)  / Les Dieux demeurent
- The Tournament of Thorns (1976, composé à partir de deux nouvelles, "The Manor of Roses" ("Le Manoir des roses") et "The Stalking Trees",  parues dans la revue F & SF)
- The Minikins of Yam (1976)

- La Forêt d'Envers-Monde suivi de Les Dieux demeurent, Folio SF, 2006, regroupe les traductions révisées de The Not-World (1975) et The Gods Abide (1976) — parution originelle dans un volume de la collection "Aventures fantastiques" chez Opta, en 1982 — avec la nouvelle inédite "The Painter".

### Recueils de poèmes
- Driftwood (1952)
- Wombats and Moondust (1956)
- I Like Bears (1961)
- Alas, in Liliput (1964)
- Poems (publication posthume, 1976)

### Travaux académiques
- Wonder and Whimsy, Jones (1960 - étude sur Christina Rossetti, poétesse préraphaélite)
- The Classical World of Hilda Dolittle, University of Nebraska Press (1962)
- Ernest Dowson, Twayne (1962)
- The Ungirt Runner : Charles Sorley, poet of World War I, Archon (1965)
- A. A. Milne, Twayne, 1971 (étude sur Alan Alexander Milne, entre autres l'inventeur du personnage de Winnie l'Ourson)
- The Heroine and the Horse : Republic's Leading Ladies, Barnes (essai sur les stars des séries B de 1930 à 1950, publication posthume, 1977)

## Analyse de l'œuvre
Les romans et les nouvelles de Swann se déroulent dans un même univers, qui est une vision mythifiée du monde antique, ce qui l'apparente à la fantasy mythique. Son œuvre la plus connue (et la première traduite en France) est la Trilogie du Minotaure, qui se déroule dans le Pays des Bêtes, situé en Crète au temps du roi Minos et peuplé de créatures mythologiques. Les autres romans de Swann s'inspirent d'autres personnages de l'Antiquité gréco-romaine, égyptienne ou biblique. Malgré des incohérences de détail, ils forment ensemble une histoire alternative, mythologique, de l'Antiquité,.
Outre leur aspect mythologique, les romans de Swann se caractérisent par un mélange désarmant d'innocence et de maturité. L'humour et la gaieté des personnages ne se confinent cependant jamais à la légèreté ou à la mièvrerie, parce qu'ils se mêlent à une sensualité qui tend parfois à l'érotisme, mais aussi parce qu'ils sont contrebalancés par des intrigues parfois sombres, tristes ou mélancoliques.